# Federico Albert
Federico Albert (Torino, 16 ottobre 1820 – Lanzo Torinese, 30 settembre 1876) è stato un presbitero italiano, fondatore delle Suore Vincenzine di Maria Immacolata. È stato beatificato da papa Giovanni Paolo II nel 1984.

## Biografia
Federico Albert nacque a Torino il 16 ottobre 1820 come il primo di sei figli di Luigi Albert e Lucia Riccio. 
Trascorse la maggior parte della sua infanzia nella cura dei suoi nonni materni mentre studiava a scuola. All'età di quindici anni i suoi genitori volevano che intraprendesse la carriera di soldato e suo padre lo ammise alla caserma di Torino. Ma fu allora che realizzò nella chiesa di San Filippo di essere destinato alla vita religiosa e fu chiamato a servire come sacerdote. Suo padre fu al tempo stesso sorpreso e deluso quando gli fu detto, ma cedette ai desideri di suo figlio. 
Albert - nel 1836 - indossò la tonaca e iniziò i suoi studi per il sacerdozio. Fu ordinato sacerdote il 10 giugno 1843. Albert fu nominato nel 1847 come cappellano della corte del re Carlo Alberto e si occupò dei bisogni apostolici di coloro che erano nella corte. Allo stesso tempo era incline ad aiutare i poveri di Torino e decise di fare tutto il possibile per sollevare il morale. Si era anche guadagnato la stima del re Vittorio Emanuele II. 
Ben presto divenne collaboratore di san Giovanni Bosco nel 1848 per predicare a Valdocco. Dal 1850 al 1852 prestò servizio nella parrocchia di San Carlo e fu successivamente nominato vicario e parroco a Lanzo Torinese nel 1852. Fondò una casa per i bambini nel 1858 e un'altra nel 1859 per le ragazze abbandonate. Fornì loro una scuola nel 1866 con corsi di francese e musica, tra gli altri. Per continuare il suo lavoro, nel 1869 fondò le Suore Vincenzine di Maria Immacolata, che presto divennero note come le Albertine. Era un ordine dedicato all'assistenza dei poveri e alla promozione del concetto di apostolato tra i fedeli. 
A quel tempo rifiutò le proposte per diventare vescovo di una diocesi vacante, poiché voleva rimanere nella sua parrocchia per continuare il suo lavoro. 
La mattina del 30 settembre 1876 mentre stava facendo dei lavori in una chiesa cadde dall’impalcatura alta 7 metri. Rimase in coma per 3 giorni, si risvegliò per salutare tutti quelli che gli sono sempre stati accanto e pochi momenti dopo morì. Fu sepolto a Lanzo nel 1877 nella chiesa parrocchiale di San Pietro in Vincoli.

## Il culto
La causa del beato Federico Albert fu introdotta il 13 giugno 1934; il 16 gennaio 1953 papa Pio XII ha autorizzato la Congregazione delle cause dei santi a promulgare il decreto sulle virtù eroiche del sacerdote, riconoscendogli il titolo di venerabile.
È stato beatificato da papa Giovanni Paolo II il 30 settembre 1984 in piazza San Pietro; nella stessa cerimonia sono stati proclamati beati i venerabili Clemente Marchisio, Isidoro di San Giuseppe e Rafaela Ybarra de Vilallonga.
Il suo elogio si legge nel Martirologio romano al 30 settembre, giorno della sua morte